# Impossible (cântec de Shontelle)
„Impossible” este un cântec al interpretei barbadiene Shontelle. Piesa a fost lansată ca primul single de pe cel de-al doilea album al solistei în S.U.A., în timp ce promovarea pentru Regatul Unit va fi utilizată compoziția „Licky (Under the Covers)”.
Înregistrarea a fost lansată în Statele Unite ale Americii în format digital pe data de 9 februarie 2010. Piesa a devenit cel de-al doilea single al artistei ce activează în Billboard Hot 100, după succesul lui „T-Shirt”, ocupând până în prezent locul 13.

## Clasamente
| Țară (clasament)                      | Poziția maximă | Referință |
| ------------------------------------- | -------------- | --------- |
| Belgia — Flandra (Ultratop)           | 70             |           |
| Brazilia (Billboard)                  | 13             |           |
| Brazilia (Brasil Hot 100)             | 44             |           |
| Canada (Billboard — Canadian Hot 100) | 33             | [ 3 ]     |
| Danemarca (Tracklisten)               | 5              | [ 3 ]     |
| Europa (Billboard — European Hot 100) | 31             |           |
| Norvegia (VG Lista)                   | 16             |           |
| Slovacia (IFPI)                       | 60             |           |
| Scoția (OCC — Scottish Singles Chart) | 11             | [ 4 ]     |
| Regatul Unit (UK Singles Chart)       | 9              | [ 5 ]     |
| Regatul Unit (UK Download Chart)      | 9              | [ 6 ]     |
| Regatul Unit (UK R&B Chart)           | 3              | [ 7 ]     |
| S.U.A. (Billboard Hot 100)            | 13             | [ 3 ]     |
| S.U.A. (Billboard Pop 100)            | 9              | [ 8 ]     |
| S.U.A. (Billboard Hot Digital Songs)  | 11             | [ 8 ]     |
| S.U.A. (Billboard Airplay Hot 100)    | 20             | [ 8 ]     |
| S.U.A. (Billboard AOL Radio)          | 7              | [ 9 ]     |
| S.U.A. (Billboard Adult Pop Songs)    | 29             | [ 10 ]    |